# マイク・タイソン 対 ジェームス・ダグラス戦
マイク・タイソン 対 ジェームス・ダグラス戦は、1990年2月11日に東京の東京ドームで行われたプロボクシング統一世界ヘビー級タイトルマッチである。タイソンが圧倒的有利とみなされていた中で10回KOで敗れた試合で、ボクシングで最大の番狂わせの一つとされている。

## 解説
1988年のトニー・タッブス戦以来2年ぶりとなるマイク・タイソンの東京での試合。今回もアメリカ東海岸のゴールデンタイムに合わせるため昼の午後0時半に開催された。なお東京ドームは前日に新日本プロレス「'90スーパーファイトIN闘強導夢」が行われたため、リングや客席もそのまま流用されたという。
興行はドン・キング・プロダクションと帝拳の合同興行。スポンサーはタイソンをCMに起用しているトヨタ自動車が務めた。チケットは最高で15万円であり、最も安い席は5000円であった。リングサイド席には、アメリカの不動産王で後に第45代アメリカ合衆国大統領となるドナルド・トランプ夫妻の姿もあった。
23歳のタイソンはデビュー以来37戦全勝（33KO）、3団体のベルトを統一し、ヘビー級タイトルマッチ10連勝中と敵なしの状態。29歳のダグラスは3年ぶり2度目のタイトル挑戦だが、キャリアで4敗しており、世界的には無名の選手だった。タイソンにとっては無難なマッチメイクで、6月に予定されているイベンダー・ホリフィールドとの対戦に向けての調整試合とみるむきもあった。ホリフィールドはTV中継のゲストとして試合を観戦していた。
タイソンは試合26日前に大勢の取り巻きを連れて来日し、東京ドーム近くの特設ジムで調整を続けていたが、元WBA王者グレッグ・ペイジとの公開スパーリングでダウンを喫するなど、不調を思わせる場面はあった。それでもタイソン勝利の予想は変わらず、メディアは最短KO記録更新なるかという話題を扱った。ラスベガスのカジノでは42対1というオッズがついた。
タイソンは試合前夜にパーティーを開き、歌手のボビー・ブラウンから早く寝て試合に備えるよう忠告されるなど、ダグラスを舐めきっていた。一方ダグラスも試合の23日前に母親を亡くし妻とも離婚寸前で、自身も試合前日にインフルエンザにかかるなど心身共に盤石では無かった。

## 試合
試合は序盤からダグラス優勢という予想外の展開となる。タイソンは相手に襲いかかるようなスピードがなく、フットワークとクリンチを上手く使うダグラスを捉え切れず、また、上体を揺らすディフェンスも緩慢で、ダグラスの長いリーチから放たれる左ジャブ・右ストレートを顔面に浴び続けた。ラウンドが進むにつれ、タイソンの左まぶたは腫れあがっていったが、セコンドは治療用のエンスウェルを用意しておらず、ゴム手袋で即席の氷嚢をつくるという始末だった。
第8ラウンド終了間際、接近戦の中でタイソンの放った右ショートアッパーが炸裂し、ダグラスは仰向けにダウン。カウント9で立ち上がったところでラウンドが終了した。
第9ラウンド、今度はダグラスが反撃し、終盤ロープ際でラッシュをかけ、タイソンを棒立ちにさせる。
第10ラウンド1分過ぎ、ダグラスの右アッパーがヒットし、続く3連打でタイソンが崩れるようにダウン。口からこぼれたマウスピースをくわえて立ち上がろうとするが、レフェリーストップでKO勝ち、ダグラスがヘビー級新チャンピオンとなった。タイソンはキャリア初黒星となり、王座陥落となった。
試合終了時のジャッジの採点は（88–82でダグラス、87–86でタイソン、86–86で引き分け）と三者三様。試合のファイトマネーはタイソンが600万ドル、ダグラスが130万ドルであった。

## 試合後
敗戦後、タイソン陣営のドン・キングは第8ラウンドのダグラスのダウンについて、レフェリーのカウントが遅かったと抗議した。ダグラスがダウンした際、リング下のタイムキーパーが指でカウントを数え始め、メイラン主審はタイソンをニュートラルコーナーに誘導してから、ダグラスの傍でダウンカウントをとり始めた。通常レフェリーはタイムキーパーのカウントに合わせるものだが、映像ではタイムキーパーが4まで数えたところでメイラン主審はカウント1から数え始めており、カウント9で立ったダグラスは本来ならば負けていたはず、というのがタイソン陣営の主張だった。メイラン主審は記者会見で自身のミスを認め、WBA・WBC両団体は勝者認定を保留。無効試合になるという報道もあったが、数日後ダグラスの新王者が認められた。
この「疑惑のロングカウント」は裁判沙汰になり、最終的に結果は覆らなかったものの、数ヵ月にわたる訴訟はダグラスに大きなストレスを与えた。ダグラスは8カ月後に行われたホリフィールドとの初防衛戦で第3ラウンドKO負けし、引退を表明（6年後に復帰）。「まぐれでタイソンに勝った男」「疑惑の王者」という不当な評価を受けることになる。

## Fight card
^Note 1 統一世界ヘビー級選手権試合

## エピソード
- 日本テレビの生中継は日曜昼過ぎの時間帯にもかかわらず視聴率38.3%を記録（ビデオリサーチ調べ）[9]。タイソンがKOされた瞬間は51.9%に達した[10]。
- 観客動員数は主催者発表で51,600人。1988年のタイソン対タッブス戦を600人上回った。しかし、前回3日間で完売したチケットが、今回の実売数は80%程度で、高校・大学のボクシング部の学生を招待するなどして面子は保ったものの、興行的には赤字だったという[11]。東京ドームでは新日本プロレス主催の大会やPRIDE、K-1、THE MATCH 2022などといった格闘技系のイベントが数多く行われているが、ボクシング興行は2024年5月6日に行われた井上尚弥 対 ルイス・ネリ戦まで34年2ヶ月間行われていなかった[12]。
- このタイトルマッチの前座試合では、日本ボクシング界のホープ2人の明暗が分かれた。
  - デビュー2戦目、19歳の辰吉丈一郎はタイ人ボクサーと対戦し、第1ラウンドにプロ初ダウンを喫するが、第2ラウンドにボディー1発でKO。大物ぶりを発揮した。翌年、8戦目でWBC世界バンタム級王座を獲得する。
  - 一方、日本タイトル2階級を制覇した高橋ナオトは一度勝ったことのあるタイ人ボクサーと再戦し、6回のダウンを奪われ判定負け。世界タイトルに向けた前哨戦が暗転し、1年後、脳内出血により23歳で引退する。
  - なお、二人は東京ドームの控室で意気投合し、彼女や友人ぐるみで東京ディズニーランドに遊びに行くほど親しくなった[13]。